# Пенсионная реформа в Казахстане (1998)
Республика Казахстан — первая из стран Содружества Независимых Государств, осуществившая реформу пенсионного обеспечения населения.
Прообразом для пенсионной системы в Казахстане послужила чилийская пенсионная система.
С распадом Советского Союза произошло разрушение единой системы пенсионного обеспечения. 20 июня 1997 года увидел свет закон Республики Казахстан от 20 июня 1997 года № 136-I О пенсионном обеспечении в Республике Казахстан
В 1998 году в Казахстане стартовала пенсионная реформа..
C 1 января 1998 года все работающие граждане в обязательном порядке отчисляют 10 % своих доходов в накопительный пенсионный фонд на индивидуальные пенсионные счета.
Разработчиками пенсионной реформы были Григорий Марченко и Даулет Сембаев.

## История реформы
- В июле 1995 года в Казахстане был зарегистрирован первый Казахстанский добровольный пенсионный фонд[3].
- Ноябрь 1996 года внесены первые предложения[7].
- Февраль-май 1997 года — первый концептуальный документ и общественное обсуждение.
- Май 1997 года — пересмотренный вариант передан на утверждение в парламент.
- Июнь 1997 года принят закон (с минимальным перевесом голосов).
- сентябрь 1997 года создан накопительный пенсионный фонд «ГНПФ»
- Реформа была показана в одной из серий 1997 года первого казахстанского телесериала «Перекрёсток» (1996—2000). Так актриса Бикен Римова (в роли Гульбиби-апа Умаровой) радуется реформе, что вызвало обсуждение среди зрителей[8].
- 1 января 1998 года начала действовать трёхуровневая система.
- С 2012 года в Казахстане были введены консервативный и умеренный портфель — вкладчик имеет право выбрать более или менее рискованный вариант инвестирования, исходя из своего возраста. Консервативный портфель предполагает вложения, в первую очередь, в банковские депозиты и ЦБ Казахстана, а умеренный — в облигации[9]. Первоначально предлагалось ввести и «агрессивный» портфель[10], при котором большинство накоплений инвестировалось бы в акции.

По состоянию на 1 декабря 2009 года общая численность вкладчиков/участников (ИПС) накопительной пенсионной системы (НПС) составила 7 778 658 человек, из которых 7 734 000 человек — вкладчики по обязательным пенсионным взносам (ОПВ), 40 586 человек — по добровольным пенсионным взносам и 4072 человек — по добровольным профессиональным пенсионным взносам.
В 2008 году заместитель председателя правления Пенсионного фонда Народного банка Нуржан Алимухамбетов высказал мнение, что пенсионная система Казахстана — одна из лучших в мире.
В 2013 году была проведена очередная пенсионная реформа: был создан АО Единый накопительный пенсионный фонд, который объединил в себя все существовавшие на тот момент пенсионные фонды в стране.

## Цели и задачи
Одной из основных задач внедрения новой пенсионной системы было также создание институциональных отечественных инвесторов, для того чтобы активно заработала казахстанская фондовая биржа, через которую бы люди стали совладельцами крупных предприятий и так далее.